# 合瓣鹿药
合瓣鹿药（学名：Maianthemum tubiferum）为天门冬科舞鹤草属的植物，为中国的特有植物。分布于中国大陆的陕西、四川、甘肃、湖北、青海等地，生长于海拔2,500米至3,000米的地区，多生于林下荫湿处，目前尚未由人工引种栽培。